# Pořadové volby
Pořadové volby (či preferenční hlasování) je označení volebního systému, ve kterém volič řadí své kandidáty, strany nebo možnosti do pořadí podle vlastní preference. Účelem řazení je dovolit voliči určit, jak bude jejich hlas přenesený, pokud se jejich první volba ukáže jako nevolitelná (například na základě limitní hranice počtu hlasů) nebo byla zvolena s extra hlasy. Pořadové volby minimalizují počet ztracených hlasů.
Systémy pořadových voleb se liší podle toho jak jsou hlasovací lístky značeny, jak jsou preference tabulkovány a počítány, a podle toho kolik pozic je naplněno. Volební systém, který používá pořadové hlasování, může použít jeden z mnoha možných způsobů počítání hlasů k výběru kandidáta nebo kandidátů. Dále se liší v tom, do jaké míry je volič nucen řadit kandidáty. Některé systémy dovolují řadit dobrovolně, jiné jen částečně a u některých je povinné seřadit všechny možnosti.
Volby jednotlivých kandidátů jsou většinou vedeny skrz alternativní hlasování. Pořadové volby pro jednoho vítěze jsou vedeny v národních volbách v USA (Aljaškaa Maine). 
Volby více kandidátů jsou většinou vedeny skrz jedno přenosné hlasování, ale mohou použíti i jiné systémy. Pořadové volby skrz systém jednoho přenosného hlasu se konají v národních volbách v Austrálii, Irsku, Maltě a ve Spojeném království (skotský a velšský parlament). 
Řazení je také používáno ve Slovinsku, v Nauru a v některých lokálních volbách na Novém Zélandu. Kombinacie pořadové volby, uzavírací klauzule a systému kandidátních listin byla použita v Austrálii a navržena v Německu.